# Cataratas Victoria
Las Cataratas Victoria, situadas en la frontera de Zambia y Zimbabue, constituyen un salto de agua del río Zambeze.
Están ubicadas en el distrito de Livingstone, en la Provincia del Sur, de Zambia y en el distrito de Hwange, en la región de Mashonalandia Occidental, de Zimbabue.
Sobre las cataratas se encuentra el puente de las Cataratas Victoria, un antiguo arco de acero terminado en 1905.
Las cataratas tienen una anchura aproximada de 1,7 km y 108 m de alto. Se consideran un espectáculo extraordinario debido al estrecho y raro abismo en que el agua cae.
David Livingstone, el misionero y explorador escocés, visitó la cascada en 1855 y las bautizó con el nombre de la reina Victoria, aunque son conocidas localmente como Mosi-oa-Tunya, el humo que truena. La cascada forma parte de dos parques nacionales, parque nacional de Mosi-oa-Tunya en Zambia y el parque nacional de las Cataratas Victoria en Zimbabue, y son una de las mayores atracciones turísticas del África austral.
Las cataratas Victoria fueron declaradas Patrimonio de la Humanidad por la Unesco, en el año 1989, protegiendo un área de 8.780 ha.
Desde 2010, están integradas dentro del Área de Conservación Kavango-Zambeze.
Las cataratas Victoria están formadas por la caída en picado en una sola vertical de una cima de entre 60 y 120 m de alto, esculpida por sus aguas a lo largo de una meseta de basalto.
La profundidad de la cima, llamada Primera garganta, varía entre los 80 m en su parte más occidental hasta los 108 m en el centro.
La única salida de la Primera garganta es un espacio de 110 m de ancho a unas dos terceras partes del paso a lo largo de la anchura de las cataratas desde la parte oeste, a través de la cual todo el volumen del río cae en las gargantas de las cataratas Victoria.
La meseta por la que discurre el río Zambeze experimenta una estación lluviosa desde finales de noviembre hasta principios de abril; y una estación seca el resto del año. La inundación anual tiene lugar entre febrero y mayo con un pico en abril. El agua pulverizada de las cascadas llega a alcanzar los 400 m e incluso los 800 dependiendo de la estación.
No obstante, durante el periodo de inundaciones no es posible ver el pie de la cascada ni tampoco parte de la cortina de la catarata, además los paseos a lo largo del acantilado resultan ser una ducha constante debido a la abundante agua vaporizada. Cerca del borde del acantilado, el vapor de agua sube como una lluvia invertida, especialmente en el borde de Zambia.
Según va entrando la estación seca, las cimas se hacen más anchas y numerosas, desde septiembre a enero más de la mitad de la cara de las cataratas puede llegar a quedarse seca y se puede observar la Primera garganta en casi toda su longitud. En esta estación resulta posible —aunque no necesariamente seguro— caminar a lo largo de algunos de los tramos de las crestas del río.
También, es posible caminar desde la parte inferior de la Primera garganta hasta la parte de Zimbabue. El menor caudal sucede en noviembre, y es una décima parte del de abril; esta variación de caudal también es mayor que en otras grandes cascadas y hace que la media anual de caudal de las Victoria sea menor de lo esperado si se compara con la máxima.
El tamaño de las cataratas Victoria es casi el doble que las cataratas del Niágara, y más de dos veces el tamaño de las Horseshoe. Solo rivalizan con las cataratas del Iguazú en Argentina y Brasil y con los Saltos del Moconá también en la frontera de Argentina y Brasil.